# Marc McAusland
Marc McAusland (Paisley, 13 agosto 1988) è un calciatore scozzese, difensore dell'ÍR Reykjavík.

## Carriera

### Club
Ha giocato nella massima serie dei campionati scozzese e islandese.